# John Moody
John Moody (28 de marzo de 1963) es un deportista neozelandés que compitió en judo. Ganó cuatro medallas en el Campeonato de Oceanía de Judo entre los años 1983 y 1992.

## Palmarés internacional
| Campeonato de Oceanía | Campeonato de Oceanía      | Campeonato de Oceanía | Campeonato de Oceanía |
| Año                   | Lugar                      | Medalla               | Categoría             |
| --------------------- | -------------------------- | --------------------- | --------------------- |
| 1983                  | Numea (Francia)            | Medalla de plata      | –71 kg                |
| 1985                  | Auckland (Nueva Zelanda)   | Medalla de plata      | –71 kg                |
| 1990                  | Papeete (Francia)          | Medalla de bronce     | –78 kg                |
| 1992                  | Wellington (Nueva Zelanda) | Medalla de bronce     | –86 kg                |